# 3 па 1 за Осло
3 па 1 за Осло (Три па један за Осло) је телевизијска забавно-музичка емисија у којој се бирао српски представник за 55. Песму Евровизије. У организацији и директном преносу Радио-телевизије Србије ово музичко надметање наследило је фестивал Беовизију који је неколико година био национални избор за представника пред Песмом Евровизије. Такмичење се одржало 13. марта 2010. године.

## Такмичарски део
Због финансијских разлога, уместо доташњег избора путем фестивала Беовизија, одлучено је да Горан Бреговић компонује три песме од којих ће гласовима публике бити одабрана једна. Текстове песама је писала Марина Туцаковић. У програму који је водила Маја Николић такмичили су се Емина Јаховић, Милан Станковић и Оливер Катић, који су песме извели по два пута. Гласовима публике нумера Ово је Балкан у извођењу Милана Станковића изабрана је за представника Србије.

## Ревијални део
У ревијалном делу наступили су разни извођачи, углавном везани за Песму Евровизије. То укључује Јелену Томашевић, Марију Шерифовић, певача босанске групе Регина, Марка Кона, као и специјалног госта Хариса Џиновића.
Сви гости изводили су по једну песму коју је Горан Бреговић компоновао као члан Бијело дугме.

## Песме учеснице
| # | Извођач(и)                     | Песма            | Телегласање | Телегласање | Пласман |
| # | Извођач(и)                     | Песма            | Гласови     | Проценти    | Пласман |
| - | ------------------------------ | ---------------- | ----------- | ----------- | ------- |
| 1 | Емина Јаховић                  | Ти квариигро     | 49.706      | 38,50%      | 2.      |
| 2 | Милан Станковић                | Ово је Балкан    | 58.428      | 45,26%      | 1.      |
| 3 | Оливер Катић и Јелена Марковић | Председниче хало | 20.971      | 16,24%      | 3.      |